# Steven Schumacher
Steven Schumacher (Liverpool, 30 aprile 1984) è un ex calciatore e allenatore di calcio inglese di ruolo centrocampista, tecnico del Bolton.

## Carriera

### Giocatore
Comincia la sua carriera da giocatore nel settore giovanile dell'Everton, Club con il quale ottiene numerosi premi tra cui la vittoria della FA Youth Cup 2002 e la convocazione nelle selezioni giovanili della nazionale inglese. Pur essendo uno dei giocatori di spicco dell'Accademy dei Toffees, al pari di un giovanissimo Wayne Rooney, che in quegli anni si stava già affacciando sui palcoscenici più importanti, non riesce a sfondare con l'Everton e guadagna i suoi primi minuti tra i professionisti con il Carlisle United, che lo acquista in prestito trimestrale nell'autunno del 2003. 
Con la squadra di Brunton Park colleziona soltanto quattro presenze in campionato, ma segna il suo primo gol in carriera, in una sfida di Football League Trophy contro l'Huddersfield Town.
Dopo una stagione 2003-2004 passata con la squadra riserve e un prestito inconcludente all'Oldham Athletic, Schumacher rescinde il proprio contratto con l'Everton e si accasa al Bradford City, il 30 giugno 2004.
Nelle sue tre stagioni ai Bantams viene impiegato indifferentemente in tutte le posizioni del centrocampo, svolgendo tanto ruoli difensivi che offensivi. Nell'annata 2004-2005, infatti, a discapito di qualche infortunio, colleziona 46 presenze in tutte le competizioni, condite da sei reti. Nonostante avesse firmato un contratto biennale al suo arrivo, Schumacher rimane a Valley Parade fino al giugno del 2007, mese in cui la dirigenza del Bradford City decide di non rinnovare il contratto al giocatore, che non rientrava nei piani del nuovo manager Stuart McCall.
Secondo i rumors parlassero di un ripensamento societario e di un nuovo contratto offerto all'ultimo minuto, Schumacher si accasa al Crewe Alexandra, squadra che gli offre la maglia numero sette e che lo fa debuttare nella prima partita della stagione, un successo per 2-1 contro il Brighton in campionato. Con l'Alexandra non trova lo spazio che aveva avuto a Bradford, complice anche un infortunio alla caviglia che lo rende indisponibile per quattro mesi. Al ritorno in campo, targato febbraio 2009, in un successo per 3-1 contro l'Huddersfield, fa seguire il suo terzo (dei sette totali in campionato) gol con la maglia rossa del Crewe la settimana successiva (nel successo esterno per 4-0 contro il Brighton, nel giorno dell'esordio tra i professionisti di un giovanissimo Gylfi Sigurdsson). Con l'Alexandra, Schumacher vive la sua unica stagione da titolare nell'anno della League Two (2009-2010), nella quale sotto il manager anglo-italiano Dario Gradi, si gioca la titolarità in squadra col giovane Ashley Westwood, futuro giocatore di Premier League con le maglie di Burnley e Aston Villa. Alla fine della stagione, in concomitanza con la scadenza del suo contratto, Schumacher viene rilasciato dalla squadra di Crewe e si accasa, nel luglio successivo, al Bury, Club del quale viene ben presto nominato capitano.
Con la maglia degli Shakers, Schumacher gioca 43 partite di campionato nella prima stagione (saltando le rimanenti tre per squalifica) e segna 9 reti, guidando il Club alla promozione in League One, conquistata in maniera ufficiale dopo una vittoria per 3-2 contro il Chesterfield, il 25 aprile 2011. Nell'ultima partita della stagione, peraltro, Schumacher segna una doppietta nel 3-3 contro lo Stevenage, Club al quale si accaserà verso la fine della sua carriera. Nella stagione successiva, Schumacher disputa 32 partite di campionato, saltando le altre 14 per via di un infortunio al polpaccio rimediato in Coppa di Lega contro il Coventry e uno alla coscia in una sconfitta per 4-1 contro il Carlisle. Al suo rientro, riprendendosi la fascia da capitano, guida il Club alla salvezza nella terza serie, concludendo il campionato al quattordicesimo posto. La stagione successiva si rivela ricca di insidie e delusioni, tanto per Schumacher quanto per il Club. Personalmente, la prima parte d'annata si rivela fruttuosa per il giocatore, il quale segna 10 gol e si trasforma nel miglior marcatore della squadra (a fine anno guadagna anche tre premi individuali come miglior giocatore del Club). Un'ernia però, lo costringe ad interrompere con anticipo la sua stagione e senza la sua leadership il Bury retrocede in League Two, avviando così un processo di instabilità finanziaria che porterà, negli anni successivi, il Club al fallimento. Per via della situazione economica del Club, Schumacher firma, nel maggio 2013, col Fleetwood Town, in una mossa che lascia particolarmente deluso il manager degli Shakers Kevin Blackwell, che sperava di poter contare sul suo capitano anche per la stagione successiva.
Col Fleetwood, Schumacher disputa una stagione di League Two, nella quale gioca 32 partite e segna 5 gol (garantendosi la nomina di giocatore del mese di novembre, persa poi a favore di Zavon Hines), conclusa con  la promozione in terza serie dopo il successo per 1-0 del 26 maggio contro il Burton, nella finale play-off di Wembley. L'annata successiva non è altrettanto felice e Schumacher, che per la prima volta dal 2003-2004 non segna reti in campionato, a fine stagione viene rilasciato dal Club insieme ad altri 14 compagni di squadra, nonostante nelle ultime partite della stagione, e nello specifico contro il Walsall, indossi per la prima volta la fascia di capitano.
Da svincolato, il 24 giugno 2015 firma con lo Stevenage, Club che gli offre la maglia numero 8 e la chance di ripartire dalla League Two. Durante la prima stagione con il Boro, Schumacher segna tre reti, contro Northampton, Gillingham (nel primo turno di FA Cup) e Bristol Rovers, ma raccoglie anche una serie di infortuni che lo costringono a perdere un buon numero di partite. Proprio la vittoria per 2-1 contro i Pirates, la sua ultima per la stagione 2015-2016, subisce la rottura del legamento crociato anteriore, un infortunio che lo costringe a rimanere ai box per oltre nove mesi e che lo avvicina a rapidi passi agli ultimi anni della sua carriera. Nella stagione successiva trova spazio soltanto in occasioni alterne, raccogliendo trenta presenze in tutte le competizioni (di cui 28 in campionato), condite da sei reti (di cui una in una sconfitta per 2-4 contro il Plymouth, suo futuro Club durante la carriera da allenatore). Rilasciato nel giugno 2017 dallo Stevenage, si accasa al Southport, in National League North, dove disputa soltanto dieci partite prima di appendere definitivamente gli scarpini al chiodo e dedicarsi alla carriera da allenatore.

### Allenatore
Dopo aver cominciato la sua carriera da manager con le giovanili dell'Everton e un brevissimo regno da allenatore ad interim al Southport, durante gli ultimi mesi della sua carriera, associa il suo nome in panchina a quello di Ryan Lowe, scouser come lui e suo compagno di squadra sia al Crewe Alexandra che al Bury. I due vengono chiamati proprio dagli Shakers in veste di manager ad interim e grazie al loro lavoro la squadra guadagna una nuova promozione in League One. La situazione finanziaria in cui versa il Club, però, è tale che costringe giocatori ed allenatori a lavorare praticamente senza compenso e, nell'estate 2019, la liquidazione diventa definitiva, al pari dell'esclusione della società dalla Football League.

#### Plymouth Argyle
Il 5 giugno 2019 Lowe viene annunciato come manager del Plymouth, sempre in League Two, e nomina Schumacher, che nel frattempo ha ottenuto il patentino UEFA A da allenatore, suo vice. In una stagione interrotta prematuramente dallo scoppio della pandemia di COVID-19, i due riportano i Pilgrims in terza serie, dopo aver ottenuto il terzo posto in classifica al momento dell'interruzione del campionato. Il 7 dicembre 2021, Schumacher viene nominato primo allenatore del Club, a seguito della partenza di Ryan Lowe, assunto dal Preston North End in Championship. Il giorno successivo dirige la sua prima partita in veste di capo allenatore e ottiene un pareggio per 1-1 contro i Milton Keynes Dons. Arrivato soltanto alla decima partita della sua giovane carriera, Schumacher si deve confrontare con un impegno già tostissimo, nel quarto turno di FA Cup, dove i suoi Pilgrims si devono arrendere soltanto all'extra-time contro i campioni d'Europa in carica del Chelsea. Nel marzo 2022, in virtù di una serie da sei vittorie consecutive senza mai subire reti - la miglior striscia di risultati di questo tipo per il Club dal 2005 - vince il suo primo premio di 'allenatore del mese' in League One. La stagione si conclude però con una forte delusione, quando il rotondo 5-0 subito nell'ultima partita della stagione contro gli MK Dons vede il Plymouth scivolare appena fuori dalla zona play-off. L'inizio della stagione 2022-2023 è ancora più positivo rispetto ai suoi mesi d'esordio da manager: la sua squadra guadagna la prima posizione in classifica in campionato dalla metà di settembre e grazie alla qualità dei giocatori e del gioco espresso, mantiene l'invidiabile bottino di una sola sconfitta in 18 partite. Questo lungo periodo di forma, garantisce a Schumacher di vincere il suo secondo e terzo premio di 'allenatore del mese', questa volta per i mesi di settembre e ottobre.

## Statistiche

### Statistiche da allenatore
Statistiche aggiornate al 1 luglio 2024. In grassetto le competizioni vinte.
| Stagione        | Squadra         | Campionato      | Campionato | Campionato | Campionato | Campionato | Coppe nazionali | Coppe nazionali | Coppe nazionali | Coppe nazionali | Coppe nazionali | Coppe continentali | Coppe continentali | Coppe continentali | Coppe continentali | Coppe continentali | Altre coppe | Altre coppe | Altre coppe | Altre coppe | Altre coppe | Totale | Totale | Totale | Totale | % Vittorie | Piazzamento |
| Stagione        | Squadra         | Comp            | G          | V          | N          | P          | Comp            | G               | V               | N               | P               | Comp               | G                  | V                  | N                  | P                  | Comp        | G           | V           | N           | P           | G      | V      | N      | P      | %          | Piazzamento |
| --------------- | --------------- | --------------- | ---------- | ---------- | ---------- | ---------- | --------------- | --------------- | --------------- | --------------- | --------------- | ------------------ | ------------------ | ------------------ | ------------------ | ------------------ | ----------- | ----------- | ----------- | ----------- | ----------- | ------ | ------ | ------ | ------ | ---------- | ----------- |
| dic. 2021-2022  | Plymouth        | FL1             | 26         | 13         | 5          | 8          | FACup+CdL       | 2+0             | 0               | 2               | 0               | -                  | -                  | -                  | -                  | -                  | FLT         | -           | -           | -           | -           | 28     | 13     | 7      | 8      | 46,43      | Sub. 7º     |
| 2022-2023       | Plymouth        | FL1             | 46         | 31         | 8          | 7          | FACup+CdL       | 1+1             | 0+0             | 0+0             | 1+1             | -                  | -                  | -                  | -                  | -                  | FLT         | 8           | 4           | 3           | 1           | 56     | 35     | 11     | 10     | 62,50      | 1º (prom.)  |
| lug.-dic. 2023  | Plymouth        | FLC             | 22         | 7          | 5          | 10         | FACup+CdL       | 0+2             | 1               | 0               | 1               | -                  | -                  | -                  | -                  | -                  | -           | -           | -           | -           | -           | 24     | 8      | 5      | 11     | 33,33      | Dimiss.     |
| Totale Plymouth | Totale Plymouth | Totale Plymouth | 94         | 51         | 18         | 25         |                 | 6               | 1               | 2               | 3               |                    | -                  | -                  | -                  | -                  |             | 8           | 4           | 3           | 1           | 108    | 56     | 23     | 29     | 51,85      |             |
| dic. 2023-2024  | Stoke City      | FLC             | 24         | 9          | 6          | 9          | FACup+CdL       | 1+0             | 0               | 0               | 1               | -                  | -                  | -                  | -                  | -                  | -           | -           | -           | -           | -           | 25     | 9      | 6      | 10     | 36,00      | Sub. 17º    |
| 2024-2025       | Stoke City      | FLC             | 0          | 0          | 0          | 0          | FACup+CdL       | 0+0             | 0               | 0               | 0               | -                  | -                  | -                  | -                  | -                  | -           | -           | -           | -           | -           | 0      | 0      | 0      | 0      | —          | in corso    |
| Totale Plymouth | Totale Plymouth | Totale Plymouth | 24         | 9          | 6          | 9          |                 | 1               | 0               | 0               | 1               |                    | -                  | -                  | -                  | -                  |             | -           | -           | -           | -           | 25     | 9      | 6      | 10     | 36,00      |             |
| Totale carriera | Totale carriera | Totale carriera | 118        | 60         | 24         | 34         |                 | 7               | 1               | 2               | 4               |                    | -                  | -                  | -                  | -                  |             | 8           | 4           | 3           | 1           | 133    | 65     | 29     | 39     | 48,87      |             |

## Palmarès

### Allenatore

#### Competizioni nazionali
- Football League One: 1

Plymouth: 2022-2023